# Sabino Orozco
Sabino Orozco Sáinz (Siglo XIX, El Terrero, Jalisco, México - 18 de enero de 1917, Guadalajara, Jalisco, México) fue un abogado y filántropo mexicano, impulsor de la urbanización de la ciudad de Guadalajara, a finales del siglo XIX y principios del XX. Además de ser terrateniente, laboró por muchos años en el ayuntamiento tapatío y fue diputado suplente por el 1.er Distrito de Jalisco.

## Biografía
Nació a mediados del siglo XIX en la hacienda de El Terrero, ubicada en el municipio de Arandas, en el estado de Jalisco. Fue el cuarto hijo del matrimonio formado por Gregorio Orozco Navarro y Nicolasa Sáinz. Sus hermanos fueron Domingo, Matías y Pascuala Orozco, esta última madre del par de jugadores fundadores del Unión Football Club, Rafael Higinio Orozco y Gregorio Orozco. Se casó con María Soledad Orozco Camarena, originaria de El Tule,  Arandas.
Fue abogado de profesión y durante muchos años trabajó en el ayuntamiento de Guadalajara, fue vocal en la cámara de comercio, comisionado de hacienda y alumbrado público, y parte del comité organizador de las fiestas del centenario de la independencia de México en Guadalajara.
También fungió como diputado federal suplente de Rafael Zubarán Capmany, representando al primer distrito electoral federal del estado de Jalisco, en el período de 1908 a 1910.

### Las colonias
Además de sus funciones como político, Sabino Orozco fue uno de los principales promotores de la urbanización del entonces occidente de la ciudad de Guadalajara, fomentando la construcción de colonias. La primera de éstas fue la colonia francesa, en 1898 fue construida sobre un rancho que se encontraba en su propiedad, el cual abarcaba desde lo que hoy se conoce como calle Tolsa, hasta Unión y desde Pedro Moreno hasta López Cotilla. Antes de esta colonia ya había surgido la Americana, y para unir varias colonias se abrió la calle Tolsa hasta llegar a la colonia Moderna.
En 1903 creó la colonia Reforma, la cual se encuentra ubicada entre la Francesa y la Americana. Donde se ubicaba la Escuela de Artes y Oficios se realizó una avenida que llevaba el nombre Azpeitia, esta avenida sería bautizada tiempo después con el nombre de Lafayette, en honor al marqués francés revolucionario, y se trazó con un camellón central.

### Unión Football Club
Algunos de sus sobrinos, entre ellos Rafael y Gregorio Orozco, formaron parte de un equipo de fútbol que llevaba por nombre Unión Football Club y que tiempo después se convirtió en el Club Deportivo Guadalajara. Sabino fue uno de los principales patrocinadores del club en sus primeros años, donó el primer campo de entrenamiento y la cancha donde se realizaron algunos de los primeros encuentros del fútbol jalisciense.
Ésta cancha fue construida en el actual «Círculo Francés» de la ciudad de Guadalajara, se le llamó «Campo de las bases chicas» y fue utilizado hasta 1912 por el equipo de fútbol y hasta 1916 por los equipos de béisbol. Se encontraba en lo que actualmente son las calles Vallarta, Pedro Moreno y López Cotilla.
También promovió el deporte donando copas, las cuales fueron disputadas por los equipos organizados de la ciudad, entre ellas están la Copa Reforma donada en 1909 y la Copa Guadalajara donada en 1910.

### Muerte
Falleció el 18 de enero de 1917, en su casa de la colonia francesa ubicada en Hidalgo 1378, víctima de una enfermedad cardíaca.